# جين س. تشارلتون
جين س. تشارلتون (بالإنجليزية: Jane C. Charlton)‏ هي عالمة فلك أمريكية، ولدت في 5 يونيو 1965.